# Миронов, Виктор Григорьевич
Виктор Григорьевич Миронов (род. 13 декабря 1946) — российский политик, член Совета Федерации (2002).

## Биография
Окончил Казанский химико-технологический институт им. С. М. Кирова. Награждён орденом Почета, медалью ордена «За заслуги перед Отечеством» II степени, юбилейными медалями «60 лет Вооруженных Сил СССР», «70 лет Вооруженных Сил СССР», «За доблестный труд. В ознаменование 100-летия со дня рождения Владимира Ильича Ленина».
С 1981 в центральном аппарате КГБ: помощник начальника отдела, начальник отдела. С 1988 зампред КГБ Татарстана. С декабря 1991 начальник УАФБ Омской области. С октября 2000 главный фединспектор по Омской области.